# Tacere
Tacere — симфо-метал гурт з Фінляндії. 

## Історія
Гурт був заснований як сольний проєкт фінського музиканта Каррі Кнууттіла на початку 2000 року. 
Свою оригінальну назву «Tacere» гурт отримав 2002, але як і раніше визначальним був чоловічий вокал. 2004 до гурту була запрошена вокалістка Гелена Гаапаранта, і гурт остаточно була сформована. 
До виходу повноформатного альбому «Beautiful Darkness» 2007, Каррі Кнууттіла записані декілька демоальбомів і один сингл «I Devour» 2006. 2008 гурт залишила вокалістка Гелена Гаапаранта і її місце зайняла Тая Рійгімякі.

## Склад гурту
- К. Кнууттіла — вокал, гітара (з 2002)
- С. Нуммела — гітара
- П. Піргонен — бас
- Я. Салмінен — клавішні
- Я. Ванганен — ударні

## Колишні учасники
- Г. Гаапаранта — вокал (2003-2008)
- І. Сокаярві — гітара
- П. Йокінен — бас

## Дискографія
| Назва               | Учасники                                                                                     | Рік випуску |
| ------------------- | -------------------------------------------------------------------------------------------- | ----------- |
| I Devour (Single )  | Г. Гаапаранта — вокал, І. Сокаярві — гітара, П. Йокінен — бас, К. Кнууттіла — вокал, гітара  | 2006        |
| A Voice in the Dark | Г. Гаапаранта — вокал, І. Сокаярві — гітара, П . Йокінен — бас, К. Кнууттіла — вокал, гітара | 2006        |
| Beautiful Darkness  | Г. Гаапаранта — вокал, І. Сокаярві — гітара, П. Йокінен — бас, К. Кнутіла — вокал, гітара    | 2007        |